# Voivodato de Pólatsk
El voivodato de Pólatsk, de Polotsk o de Połock (en polaco: Województwo połockie, en bielorruso: Полацкае ваяводства) fue una división administrativa y gobierno local en la Mancomunidad de Polonia-Lituania (Gran Ducado de Lituania) desde el siglo XV hasta las particiones de Polonia en 1793.

## Historia
La historia del voivodato se remonta al principado de Pólatsk, conquistado por el Gran Ducado de Lituania a finales del siglo XIV y principios del XV. A partir de 1504 el antiguo Principado fue reconocido como voivodato.
Zygmunt Gloger en su monumental libro "Geografía histórica de las tierras de la Antigua Polonia" proporciona esta descripción del voivodato de Połock:

Połock, en latín Polocia, Polocium, se encuentra en la orilla derecha del Daugava, y es considerado como uno de los gords más antiguos de Rus'. En el siglo XIII, el principado de Pólatsk fue gobernado por príncipes de Kiev, pero en aprox. 1225 fue capturado por los lituanos bajo el mando del duque Mindaugas (...) El duque Vitautas nombró el primer starosta de Połock, y en app. 1500, el starosta pasó a llamarse vaivoda de Połock, mientras que el ducado se convirtió en un voivodato, dividido en dos mitades por el Daugava (...)

El voivodato tenía dos senadores, que eran el voivoda y el castellano de Połock (...) Como no era demasiado grande y su población no era numerosa, además, su capital estaba situada en el medio, el voivodato no estaba dividido en condados. Sus tribunales estaban ubicados en Połock, donde también tenían lugar los sejmiks. El voivodato de Połock tenía dos enviados en el Sejm y dos diputados en el Tribunal lituano.

## Otros nombres
- en lituano: Polocko vaivadija, en ruso: Полоцкое воеводство, en latín: Palatinatus Polocensis

## Población
- 109 848 en 1790[1]

## Administración
Asiento del gobernador del voivodato (wojewoda ):
- Połock

División administrativa:
- Este voivodato no estaba dividido en condados

Número de Senadores:
- 2

Número de enviados en el Sejm:
- 2

## Voivodas
- Stanisław Hlebowicz
- Olbracht Gasztołd
- Stanisław Oscik
- Piotr Kiszka
- Jan Hlebowicz
- Estanislao Dowojno
- Mikołaj Dorohostajski
- andrzej sapieha
- Michał Drucki-Sokoliński
- Janusz Kiszka
- Aleksander Ludwik Radziwiłł
- Jan Karol Kopeć
- Kazimierz Jan Sapieha
- Jan Jacek Oginski
- Dominik Michał Słuszka
- Estanislao Ernest Denhoff
- Aleksander Michał Sapieha
- Józef Sylwester Sosnowski
- Tadeusz Zaba